# Маргалийот
Маргалийот (иногда Маргалиот; ивр. מַרְגָּלִיּוֹת‎, араб. هونين‎) — мошав на севере Израиля, в Верхней Галилее, расположенный на границе с Ливаном недалеко от города Кирьят-Шмона. Входит в региональный совет Мевоот-ха-Хермон.
В 2020 году его население составляло 412 человек.

## История

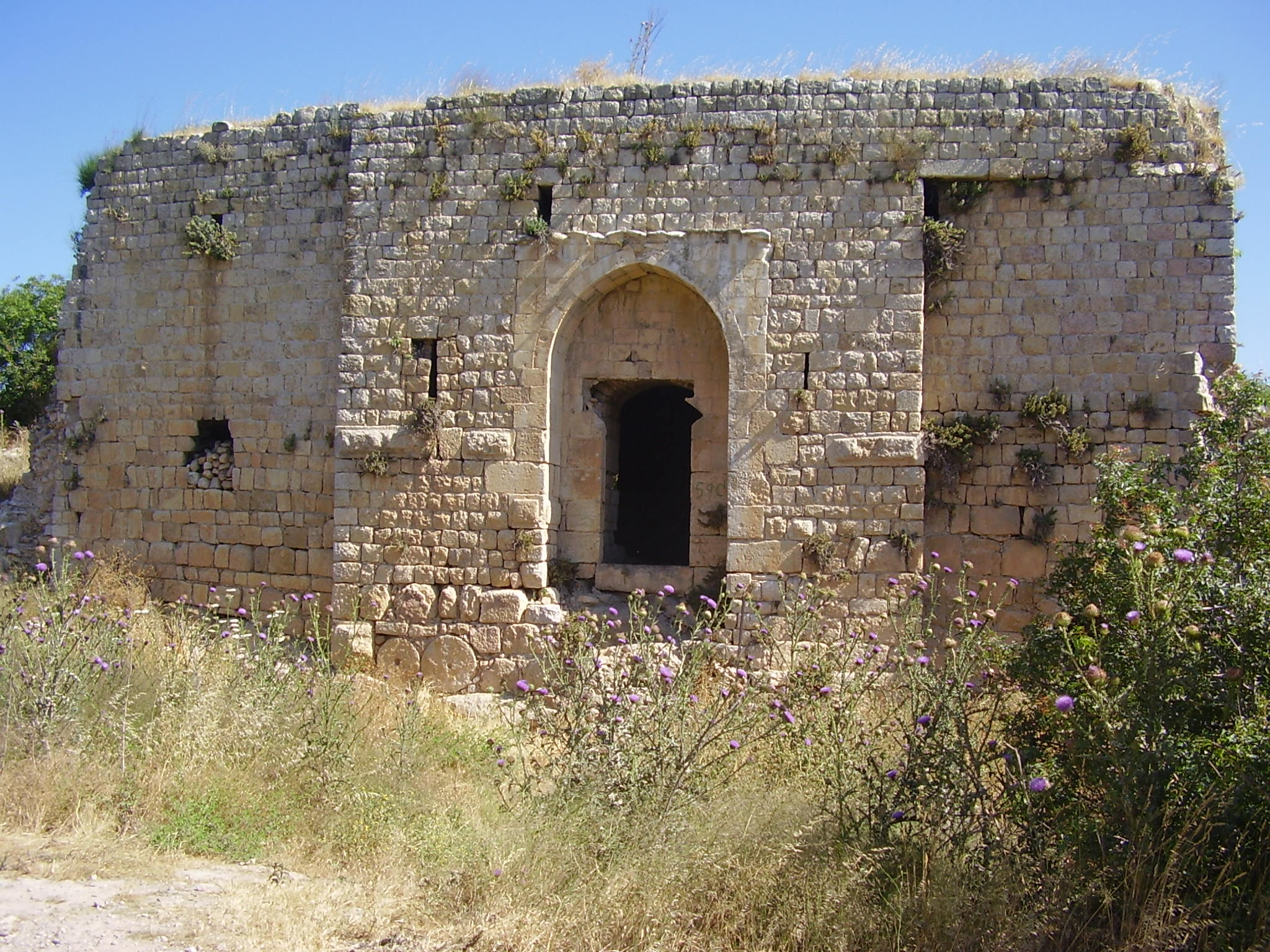
Крепость крестоносцев Шато Нёф.

Маргалийот был основан в 1951 году еврейскими иммигрантами из Ирана и Ирака на месте арабского города Хунин, который сам возник из деревни, находившейся на месте крепости крестоносцев. Мошав был переименован в честь Хаима Маргалиота-Кальварийского, который в начале двадцатого века возглавлял Еврейское колонизационное общество в Галилее и участвовал в создании еврейских поселений в этом районе.
В 2006 году 230 жителей Маргалийота были эвакуированы в молодёжную деревню Неве-Хадасса недалеко от Нетании из-за ракетного обстрела «Катюшами» из Ливана.
В конфликте 2023 года между ХАМАСом и Израилем «Хезболла» атаковала приграничные поселения на севере Израиля, что привело к эвакуации северных населенных пунктов Израиля, в том числе в Маргалийот.

## Население
По данным Центрального статистического бюро Израиля, население на начало 2020 года составляло 412 человек.

## Примечание
1. ↑  Freundlich, Amir. Hunin Fortress: Preliminary plan for conservation and development. Conservation Department: Heritage Preservation in Israel. Israel Antiquities Authority (сентябрь 2007). Дата обращения: 19 апреля 2019. Архивировано 24 декабря 2018 года.
2. ↑  Azoulay, Yuval (18 июля 2006). Moshav Margaliot relocates to Netanya. Haaretz. Архивировано 20 апреля 2019. Дата обращения: 19 апреля 2019.
3. ↑  Официальные данные по населённым пунктам Израиля на конец 2019 года (ивр.). Центральное статистическое бюро Израиля. Дата обращения: 25 января 2021.